# 卡塔通博闪电

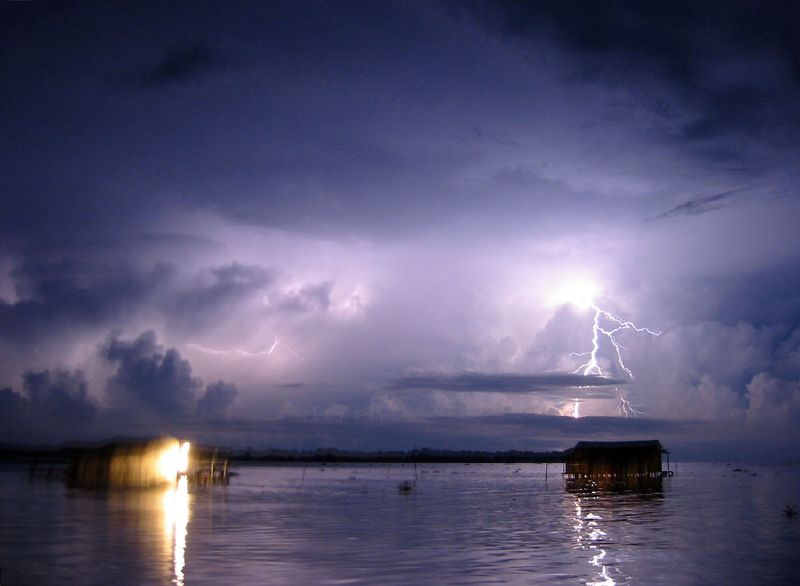
夜晚的卡塔通博闪电

卡塔通博闪电（西班牙語：Relámpago del Catatumbo）是一种发生在委内瑞拉的特殊大气现象，指的是在卡塔通博河注入马拉开波湖处周围的一小块沼泽地区频繁发生闪电的现象。这一地区的闪电通常拥有长达5公里的电弧，每年中有140至160个晚上都会发生闪电，每个小時更可高达280次。这一小块地区也因为这些频繁强劲的闪电而被认为是世界上最大的对流层臭氧产生地。
閃電的閃光頻率一年四季都在變化，而且每年都有所不同。 例如，它從2010年1月到3月停止了，顯然是由於乾旱，導致人們猜測它可能已經永久熄滅。

## 现象描述
在卡塔通博地区，每年有约140至160个晚上会发生雷暴，每次雷暴都能持续约10小时，平均每小时内可产生280次雷击。卡塔通博地区雷暴产生的臭氧在全世界占了一个相当可观的比例（约10%）。是世界上最大的对流层臭氧产生地。
另外，由于卡塔通博闪电发生时能轻易地从数百公里外的地方看见，当地船只在夜晚航行时能以该现象作导航，因此该现象又称为马拉开波灯塔（西班牙語：Faro de Maracaibo）。
卡塔通博闪电通常发生在北纬8度30分到9度45分以及西经71度到73度之间。
此現像還有一樣特徵是這地區所產生的閃電是幾乎沒有雷聲。而且在當地居住的當地人從來沒有被閃電擊中。

## 可能的成因
卡塔通博地区的风暴和闪电可能源于安地斯山脉猛烈的山风，这些山风吹向附近的电离气体 - 特别是沼泽中有机物分解产生的甲烷。这些电离气体要比空气轻，遇风后就上升至云层间，导致猛烈的充放电现象，即闪电。
卡塔通博闪电的最大特征就是无雷声伴随的连续闪电，闪电的巨大电弧可以长达2至10公里。中午时分水汽蒸发量最大，此时闪电更加频繁。委内瑞拉安第斯山脉的一部分，佩里哈山脉（3,750m）与梅里达山脉，起到了包围与集中东北吹来的带电荷的风的作用，从而在卡塔通博河上空产生了巨大的直展云。

## 科学调查

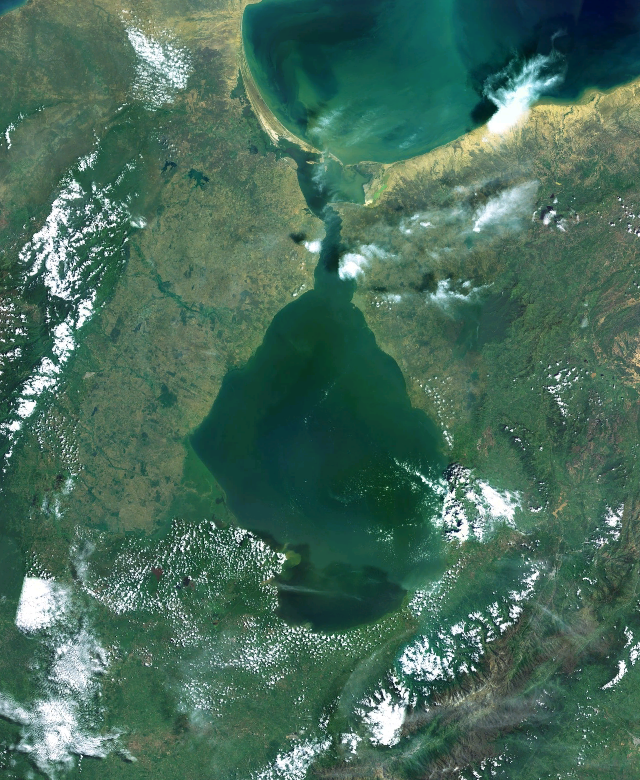
馬拉開波湖

欧洲探险家很早就注意到了卡塔通博闪电这一特殊现象，普鲁士博物学家与探险家亚历山大·冯·洪堡曾描述卡塔通博闪电为“犹如磷光闪耀的电气爆炸……”。意大利地质学家奥古斯丁·科达奇描述其为“从连绵不绝的苏利亚河周边升起的闪电”。
1966到1970年间，科学家安德鲁·扎沃德斯基（Andrew Zavrostky）在安第斯大学的协助下，于胡安·曼努埃尔沼地国家公园（Ciénagas de Juan Manuel National Park）的清水湖（Aguas Claras）与乌木湖（Aguas Negras）以及西马拉开波湖的周边地区进行了三次探险，他在1991年表示卡塔通博闪电现象的成因可能是冷热空气的交汇。他的研究还推测闪电现象与该地区基岩中所含的铀有关。
而在1997至2000年间，纳尔逊·法肯（Nelson Falcón）及其同事在进行了几次探险后首次提出了卡塔通博闪电的分子物理学解释，他们认为该现象的主要成因是當地大氣中丰富的甲烷，但这仅仅是个假说，干旱产油地区的大气甲烷含量要比卡塔通博地区丰富的多，却没有同类现象发生。

## 文化影响

苏利亚州州旗，可见贯穿其中的闪电。